# Merle Curti
Merle Curti (Papillon, 5 settembre 1897 – 9 marzo 1996) è stato uno storico statunitense.

## Biografia
Nato a Papillon, nello stato statunitense del Nevada, da John Eugene e Alice Hunt, ottenne una bachelor all'università di Harvard. Sposò Margaret Wooster Nel 1944 venne premiato con il premio Pulitzer per la storia per The Growth of American Thought. Fu docente di storia all'University of Wisconsin.

## Opere
- The American Peace Crusade, 1815-1860 (1929)
- Bryan and World Peace. Northampton, Mass.: Smith College Studies in History (1931).
- The Social ideas of American Educators (1932)
- Peace or War: The American Struggle (1936)
- The Growth of American Thought. (1943, 1951)
- The University of Wisconsin A History 1848-1925 (2 vol 1949) con Vernon Carstenson
- The Roots of American Loyalty (1946)
- Human Nature in American Thought: A History (1980)
- American Philanthropy Abroad (1988)
- America's History textbook con Lewis Paul Todd